# Rudolf Ernst Brünnow

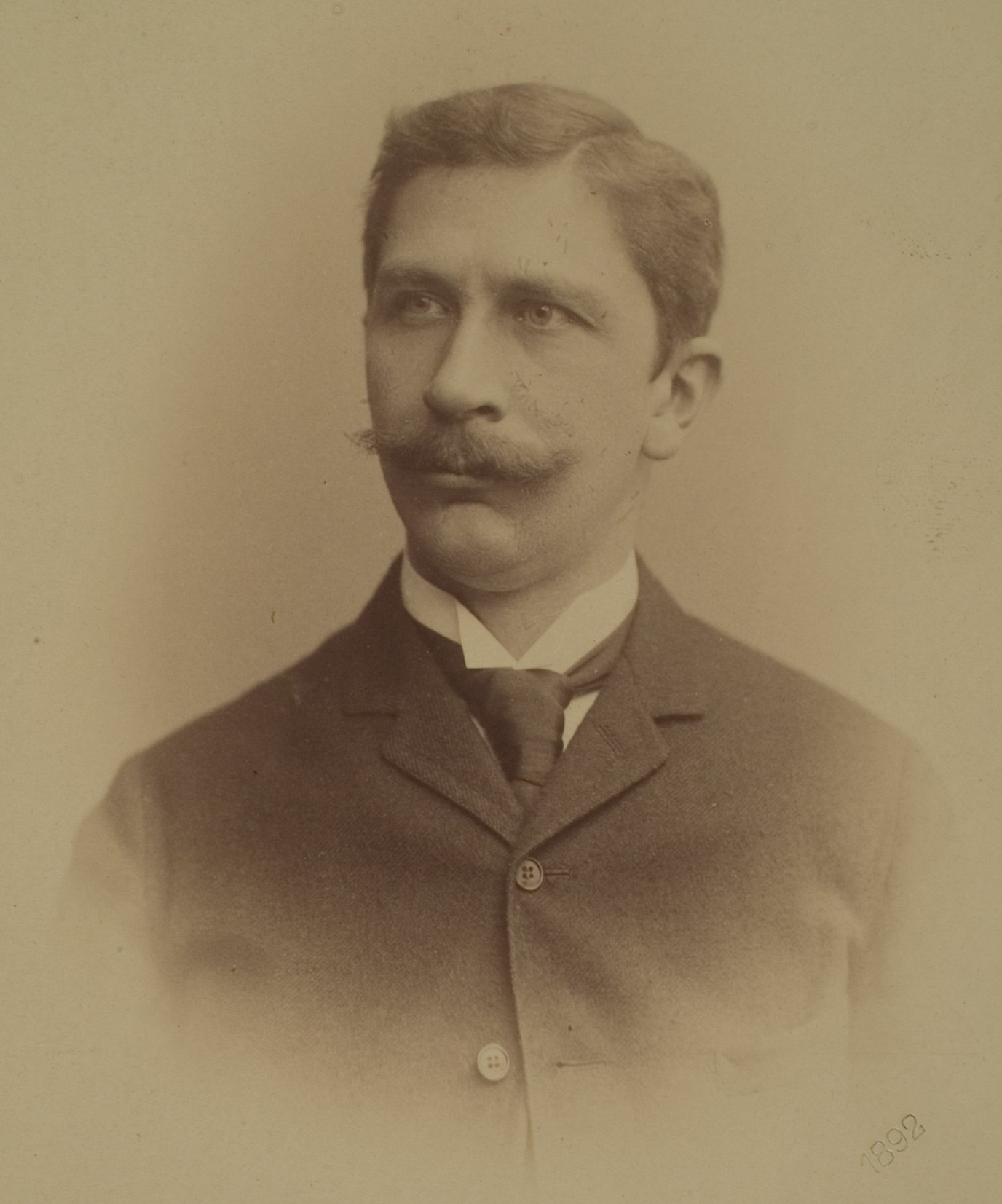

Rudolf Ernst Brünnow, född den 7 februari 1858 i Ann Arbor, Michigan, död den 14 april 1917 i Bar Harbor, Maine, var en tyskspråkig amerikansk orientalist, son till Franz Brünnow.
Brünnow blev filosofie doktor i Strassburg 1882 och 1910 professor i semitiska språk vid Princeton University. Bland hans skrifter märks Die Charidschiten unter den ersten Omayyaden (1884), A Classified List of all Simple and Compound Cuneiform Ideographs Occurring in the Texts Hitherto Published (I-III, 1887-88) och Die Provincia Arabia auf Grund zweier in den Jahren 1897 und 1898unternommenen Reisen und der Berichte früherer Reisenden beschrieben (tillsammans med von Domaszewski och Euting; 1904-09), The 21:st Volume of the Kitāb al-aghāni, being a Collection of Biographies not Contained in the Edition of Bulaq (arabisk text, 1888), och Chrestomathie aus arabischen Prosaschriftstellern (1895; 2:a omarbetade upplagan utgiven av August Fischer 1919), varjämte han utgav "Kitâb al-Muwassâ of "Abu ’t-tayyib Muhammed ibn Ishâq al-Wassâ" (arabisk text, 1886).